# Boom (singel Snoop Dogga)
"Boom" - to piosenka hip hop stworzona przez C. Broadusa, F. Najma, S. Storcha i Vince Clarke'a na jedenasty album studyjny Doggumentary (2011), rapera Snoop Dogga. W utworze głosu użyczył T-Pain. 8 marca 2011 piosenka została wydana w formacie digital download. Produkcją singla zajął się Scott Storch, natomiast wideo do utworu wyprodukował Dylan Brown.
W dniu 19 marca 2011 "Boom" zadebiutował na #75 pozycji na liście Billboard Hot 100 i na #53 w Hot Digital Songs.